# Edmonton
Edmonton (/ˈɛdməntən/ⓘ) es la capital de la provincia canadiense de Alberta, así como sede de sus poderes y su administración. Está ubicada en la parte central de la provincia, una de las zonas más fértiles de las llanuras canadienses, en torno al río Saskatchewan Norte. 812 201 personas viven en Edmonton, lo que la convierte en la segunda ciudad más populosa de la provincia, detrás de Calgary (ubicada 300 km al suroeste) y la quinta de Canadá. Además, su área metropolitana es la sexta más poblada del país, con una población de 1 034 945 habitantes.
La ciudad abarca 683 km², una superficie mayor que la de Chicago, Filadelfia, Toronto o Montreal. Sin embargo, tiene una de las densidades de población más bajas de América del Norte, alrededor del 9,4 % de la de Nueva York. El residente de Edmonton es conocido como edmontoniano.
Edmonton sirve como enlace a la zona norte del «Corredor Calgary-Edmonton», una de las cuatro regiones que en conjunto comprenden el 50 % de la población de Canadá. Desde ella se organizan proyectos a gran escala de arenas de alquitrán que se desarrollan en el norte de Alberta, así como para proyectos de minería de diamantes en los Territorios del Noroeste.
Es el centro cultural, gubernamental y educativo de Alberta. Es sede de varios festivales de talla mundial, lo que le ha valido para ganarse el título de «La ciudad festival» (The Festival City). En Edmonton está el centro comercial más grande de Norteamérica, el West Edmonton Mall (que fue el más grande del mundo desde 1981 hasta 2004), y el museo de historia viva más grande de Canadá, el Fort Edmonton Park. En 2004, la ciudad celebró el centenario de su fundación como ciudad.

## Historia

### Asentamiento y exploración
Los primeros habitantes que se asentaron en la zona actual de Edmonton lo hicieron alrededor del 3000 a. C.; se cree que sus ancestros llegaron de Asia a través del estrecho de Bering, aprovechando que estaba cubierto de hielo tras la glaciación wisconsiense.
En 1754, Anthony Henday, un explorador que trabajaba para la Compañía de la Bahía de Hudson, fue el primer europeo en entrar al área de Edmonton. El objetivo principal de sus expediciones a través de las praderas canadienses era contactar con la población aborigen para establecer el comercio de pieles, ya que la competencia era feroz entre la Compañía de la Bahía Hudson y la Compañía del Noroeste. En 1795 fue establecido el Fuerte Edmonton sobre la orilla norte del río, como un importante puesto comercial de la Compañía de la Bahía Hudson. En el siglo XIX, los suelos fértiles que rodeaban Edmonton contribuyeron a atraer colonos, además se estableció como uno de los principales centros comerciales y agrícolas de la región. La fiebre del oro del río Klondike y del Yukón de 1897 ayudó a crecer la ciudad, pues fue un punto de parada para los buscadores de oro.
En 1904, con una población de 8350 habitantes, fue elevada al estatuto de ciudad y se convirtió en la capital de la provincia de Alberta, cuando esta se sumó a la Confederación Canadiense el 1 de septiembre de 1905. En noviembre de ese año, el Ferrocarril del Norte de Canadá (CRN) llegó a la ciudad.

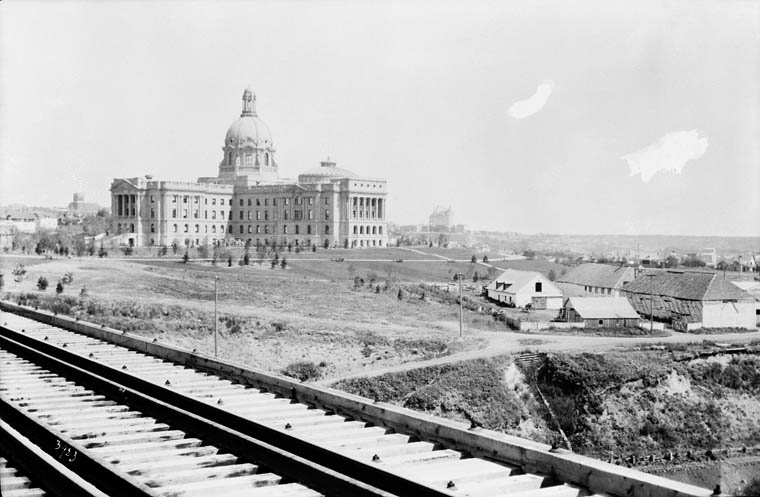
Fort Edmonton, cerca del nuevo edificio de la Legislatura de Alberta, en 1914.

### Los años de guerra
Edmonton prosperó demográficamente (pasó de 8.350 habitantes en 1903 a 72.516 en 1914) y económicamente durante principios de siglo y la primera parte de la década de 1910; sin embargo, esto provocó un aumento en la especulación. En 1912 se extendió al sur del río tras fusionarse con la ciudad de Strathcona. En 1913 se inauguróa el edificio de la Legislatura de Alberta.
El auge inmobiliario terminó justo antes de la Primera Guerra Mundial, lo que causó que la población de la ciudad disminuyera bruscamente: de más de 72 500 habitantes en 1914 a 54 000 tan solo dos años después.
El primer campo de aviación con licencia en Canadá, Blatchford Field (actualmente llamado aeropuerto Blatchford y situado en el centro de la ciudad), comenzó a funcionar en 1929. Aviadores pioneros como Wilfrid R. May y Max Ward Blatchford lo utilizaron como base principal para la distribución del correo, alimentos y medicinas para el norte de Canadá, reforzando así su papel como la «Puerta al norte».
Durante los años 1920 y 1930, la ciudad fue recuperando lentamente su economía y población, hasta el inicio de la Segunda Guerra Mundial; no ocurrió lo mismo con el mercado inmobiliario, que continuó estancado hasta después del fin de la guerra. En 1942, poco después del ataque japonés a Pearl Harbour, comenzó la construcción de la autopista de Alaska con el fin de proveer a dicho estado por vía terrestre; como consecuencia, llegaron a Edmonton muchos trabajadores y materiales para esta obra.

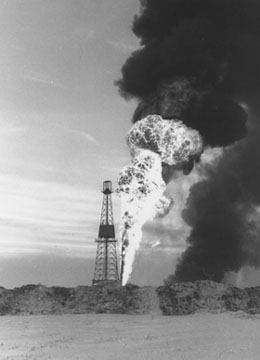
El primer pozo petrolífero de Leduc. Estuvo en funcionamiento hasta 1974, produjo unos 317.000 barriles de petróleo y 9 millones de m³ de gas; hoy es un monumento situado al sudoeste de la ciudad.

### Elboompetrolero
Se conocen reservas de petróleo y de gas desde 1914, sin embargo, el descubrimiento más importante de petróleo en Alberta tuvo lugar el 13 de febrero de 1947, cerca de la ciudad de Leduc, al sur de Edmonton. Este descubrimiento tuvo un gran efecto en la ciudad y sus consecuencias pueden verse hoy en día: la industria petrolera de exploración y desarrollo sigue siendo importante en toda Alberta y da trabajo a muchas personas. Otras reservas de petróleo fueron descubiertas en los años 1940 y finales de la década de 1950, cerca de la ciudad de Redwater. Debido a que la mayoría de las reservas de petróleo de Alberta se concentraban en el centro y el norte de la provincia, Edmonton se convirtió en la sede principal de la industria petrolera de Alberta.
El posterior auge petrolero dio a Edmonton un nuevo estatuto como «Capital del petróleo de Canadá» y durante la década de 1950 la ciudad creció en población de 149.000 a 269.000. Después tuvo una relativa calma, pero aún prosperó en la década de 1960 y el crecimiento de la ciudad tomó vigor coincidiendo con la subida del precio mundial del petróleo, provocada por la crisis del petróleo de 1973 y la revolución iraní de 1979. El boom petrolero de los años 1970 y 1980 terminó abruptamente con la fuerte caída de los precios del petróleo en el mercado internacional, el control de los precios por parte del gobierno federal y la introducción del Programa Nacional de Energía en 1981, que redujo los ingresos. Ese mismo año la población había llegado a 521.000. A pesar de que el Programa Nacional de Energía fue desmantelado por el gobierno federal a mediados de los años 1980, la caída de los precios mundiales del petróleo en 1986 aplazó la plena recuperación económica hasta finales de los años 1990.

### Historia reciente
En 1981 se abrió el West Edmonton Mall, el centro comercial más grande del mundo en ese momento. Es una de las principales atracciones turísticas de Alberta, contiene un parque de atracciones y otro acuático en el interior, una pista de patinaje y un hotel de lujo, además de 800 tiendas y servicios.
El 31 de julio de 1987, un devastador tornado (clasificado como F4 en la escala Fujita) golpeó la ciudad dejando un saldo de 27 personas muertas, unos 300 heridos y más de 300 casas destruidas. La tormenta afectó a un puente que cruzaba el río Saskatchewan del Norte y a las zonas de Beaumont, Mill Woods, Bannerman, Fraser y la Evergreen Trailer Park. Ese día fue conocido desde entonces como el «viernes negro» y Laurence Decore, quien por esa época era alcalde de la ciudad, dijo que Edmonton era una «ciudad de campeones» por la respuesta de la comunidad a la catástrofe; más tarde, esta frase se convertiría en el lema oficial de la ciudad.
La ciudad entró en su actual período de recuperación económica y de prosperidad a finales de los años 1990, con la ayuda de una fuerte recuperación en los precios del petróleo y una mayor diversificación económica. Si bien la producción y refinamiento de petróleo sigue siendo la base de muchos puestos de trabajo en Edmonton, la economía de la ciudad ha logrado diversificarse significativamente en muchos otros sectores, como la alta tecnología.
En los últimos años el centro de Edmonton se ha convertido en algo más vibrante, con calles como Jasper Avenue y 104 Street con muchos clubes, tiendas, restaurantes y galerías. La nueva Galería de Arte de Alberta está en construcción en el centro de la ciudad y la colección se exhibe temporalmente en el centro empresarial (antigua edificación la Bahía). La primera torre de oficinas nueva en 18 años, EPCOR Tower, se está construyendo; las Icon Towers, cuyas fechas previstas de finalización son 2008 para la primera torre y 2009 para la segunda, serán los edificios residenciales más altos de la ciudad una vez completados. Debido a la densidad de la demanda fuera del centro, tres barrios (solo dos fuera del centro de la ciudad, Century Park, Glenora y Strathearn) han propuesto nuevos rascacielos.
También se están construyendo nuevos vecindarios en las afueras. Estos incluyen Tamarack, Lewis Estates, Cameron Heights, Windermere, Ellerslie y muchos más, así como nuevos centros de poder, como en Meadows y Windermere. También existe un auge en almacenes y trabajos en industrias de alta tecnología en las zonas sur y oeste de la ciudad.
Esta prosperidad económica hace que un gran número de trabajadores lleguen a Edmonton desde toda Canadá. Se ha previsto que 83.000 nuevos residentes se trasladarán a Edmonton entre 2006 y 2010, el doble de la tasa que los urbanistas habían esperado; muchos de estos nuevos trabajadores que se desplazan a la ciudad son hombres jóvenes.

## Geografía y ubicación

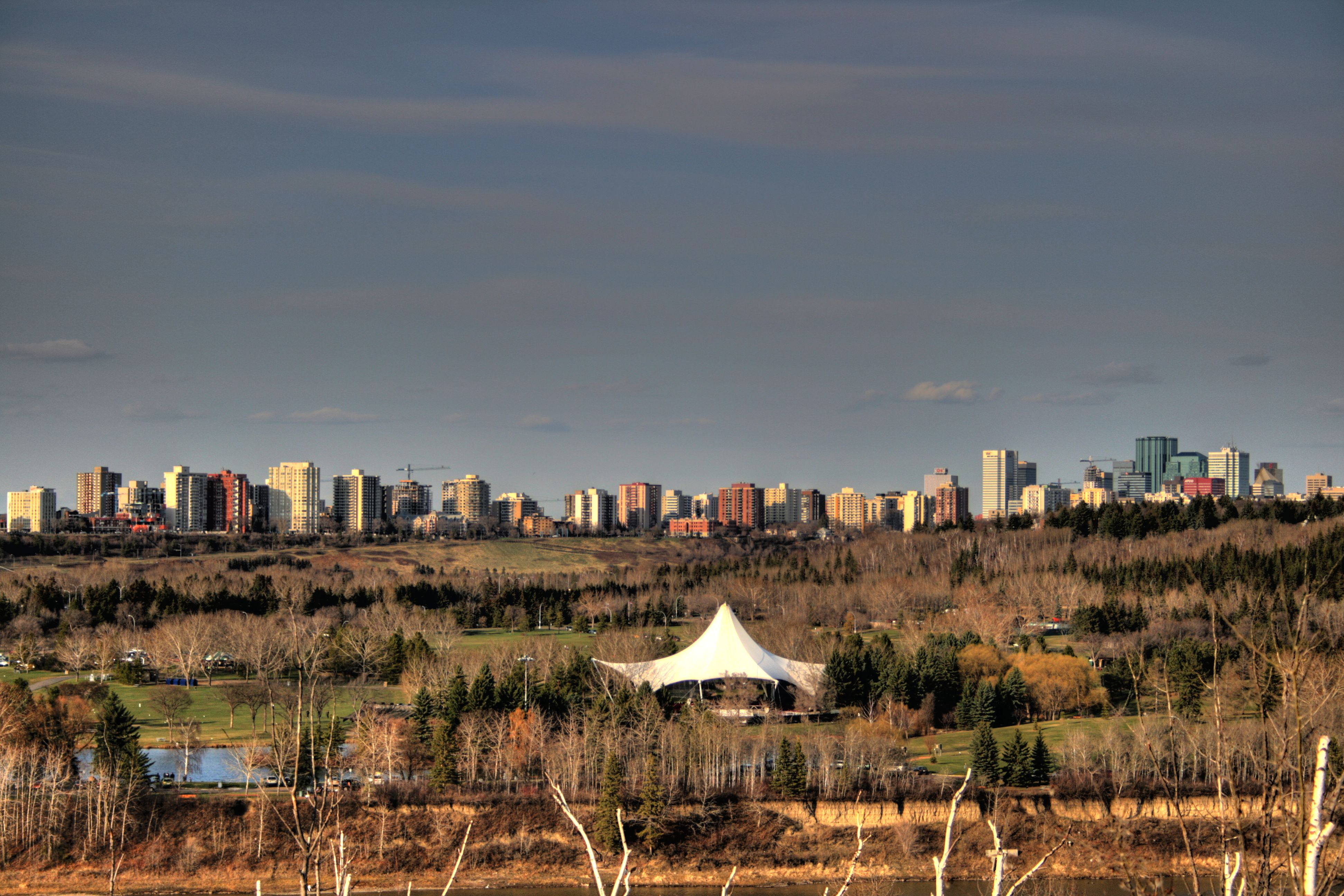
Edmonton y sus alrededores.

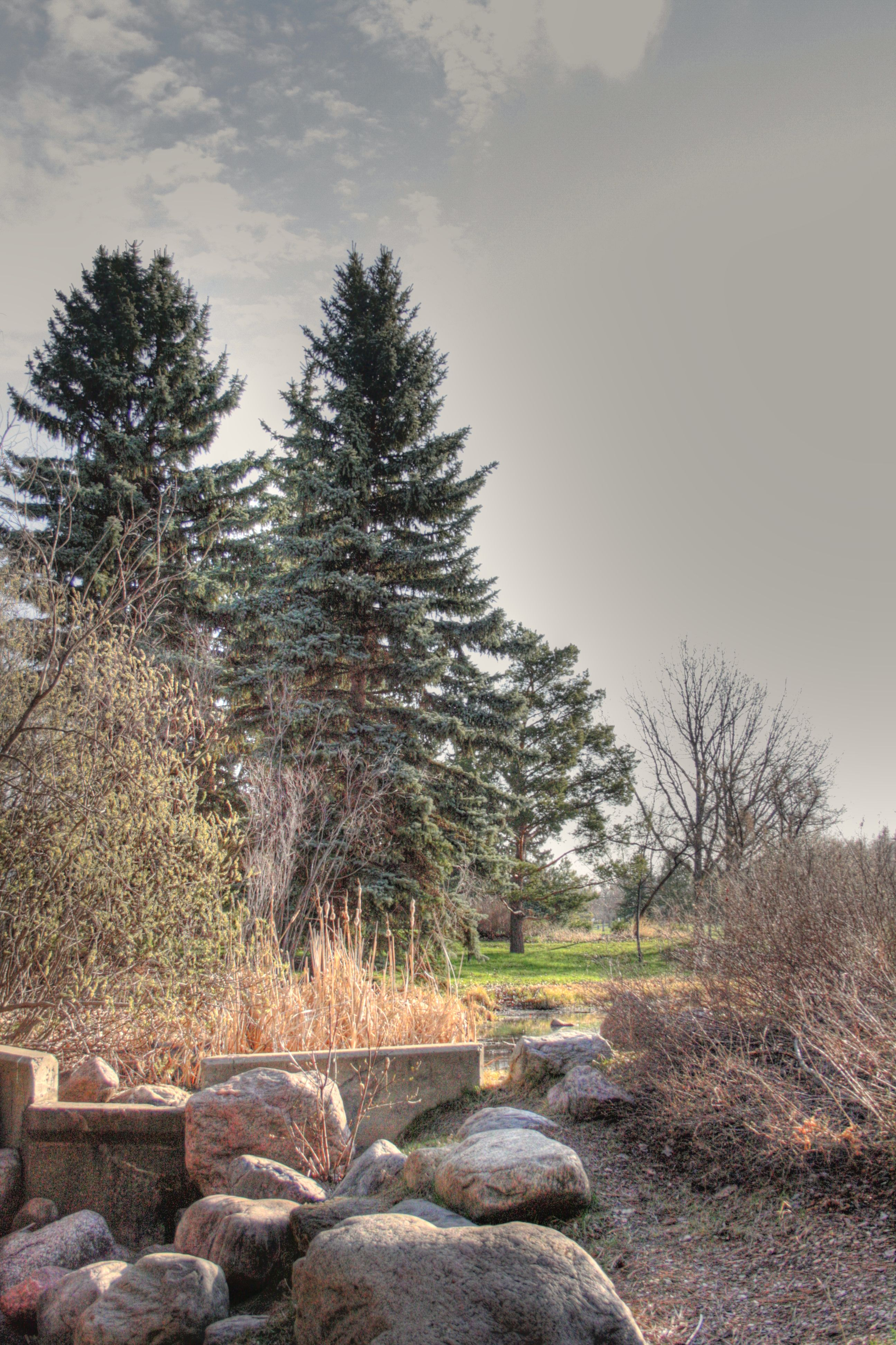
Corriente en el parque Hawrelak.

Edmonton se encuentra cerca del centro geográfico de la provincia, a una altitud de 668 m s. n. m. (metros sobre el nivel del mar). El terreno de los alrededores de la ciudad es generalmente llano a ligeramente ondulado, con barrancos y valles formados por ríos, como el valle del río Saskatchewan Norte. Las Montañas Rocosas canadienses están a unos 220 km aproximadamente al suroeste, a unas pocas horas en coche.
El río Saskatchewan Norte atraviesa la ciudad y se origina en el Campo de Hielo de Columbia en el parque nacional Jasper. Se vacía a través del río Saskatchewan, el lago Winnipeg y el río Nelson en la bahía de Hudson. Que va desde el suroeste al noreste y es alimentado por numerosos arroyos de la ciudad, como el Mill Creek y el Whitemud Creek, lo que crea numerosos barrancos, muchos de los cuales se han incorporado en un parque urbano. Edmonton se encuentra en el límite entre las praderas del sur y la taiga del norte, en una zona de transición conocido como parque de los álamos. Sin embargo, el parque de los álamos en torno a Edmonton ha sido alterado por la agricultura y otras actividades humanas, como el petróleo y la exploración de gas natural.

### Zonas verdes y el medio ambiente
El valle del río de Edmonton constituye el tramo más largo de zona verde urbana de América del Norte; tiene el mayor número de zonas de parques per cápita de cualquier ciudad canadiense. El valle es 22 veces más grande que el Central Park de Nueva York. Los parques públicos del valle proporcionan una zona urbana de escape, con estilos que van desde el parque con todos los servicios a las instalaciones con pocas comodidades. Esta es la principal zona verde de la ciudad, que se complementa con numerosos parques dentro de los barrios ubicados a lo largo de toda la ciudad para ofrecer un total de 111 km² de zonas verdes. En las 7400 ha, a 25 km a lo largo del valle, hay once lagos, catorce quebradas, y veintidós parques grandes, y la mayor parte de la ciudad cuenta con excelentes senderos para caminar e ir en bicicleta.
Las calles y parques de Edmonton acogen una de las mayores concentraciones de olmos sanos que quedan en América, que no se vieron afectados por la enfermedad neerlandesa que hizo desaparecer una gran cantidad de esos árboles en la zona oriental de América del Norte. Árboles como el pino gris, el pino retorcido, el abeto blanco, el abedul blanco, fresno americano, el arce común, especies del género elaeagnus, sorbus, tilia son muy abundantes. Otras especias introducidas como el álamo, el sauce, el cerezo aliso, el arce de Manitoba, el arce plateado, el picea azul, el arce real, el roble rojo, el nogal, se encuentran cada vez con mayor facilidad. Tres especies de nogales han sobrevivido en Edmonton, el nogal blanco, el nogal de Manchuria y el nogal negro.
El jardín Botánico Devonian a 30 minutos del centro de Edmonton y del campus de la Universidad de Alberta incluye mariposas, jardines japoneses, jardines nativos, y caminos para admirar la naturaleza.

### Barrios
Edmonton tiene gran variedad de barrios. El centro de Edmonton consiste en el centro comercial, el distrito de las artes, el Rice Howard Way Pedestrian Mall, la avenida MacKay, Jasper-West, el distrito Warehouse y la zona del gobierno.
Son muchos los barrios del centro de la ciudad. En la zona norte del río se pueden encontrar barrios como Oliver, Glenora, Westmount, Queen Mary Park, Inglewood, Central McDougall, Boyle Street, McCauley, Alberta Avenue, Norwood; al sur del río se sitúan los barrios de Windsor Park, Garneau, Antiguo Strathcona, Bonnie Doon y Strathearn line. Varias comunidades sobrevivieron a los intentos de gobiernos municipales de la década de 1970 para liberar el valle de acuerdo con todos los residentes: se trata de Riverdale, Rossdale, y Walterdale Cloverdale.
Asimismo existen varios barrios periféricos, que generalmente se encuentran fuera de la carretera de circunvalación, y en casos extremos fuera de Anthony Henday Drive (carretera 216 de Alberta). Uno de los más conocidos es Mill Woods (a menudo incorrectamente escrito Millwoods), en el que viven unos 100 000 residentes. Si Mill Woods no formase parte de Edmonton sería la tercera ciudad más grande de Alberta, después de Calgary y Edmonton.

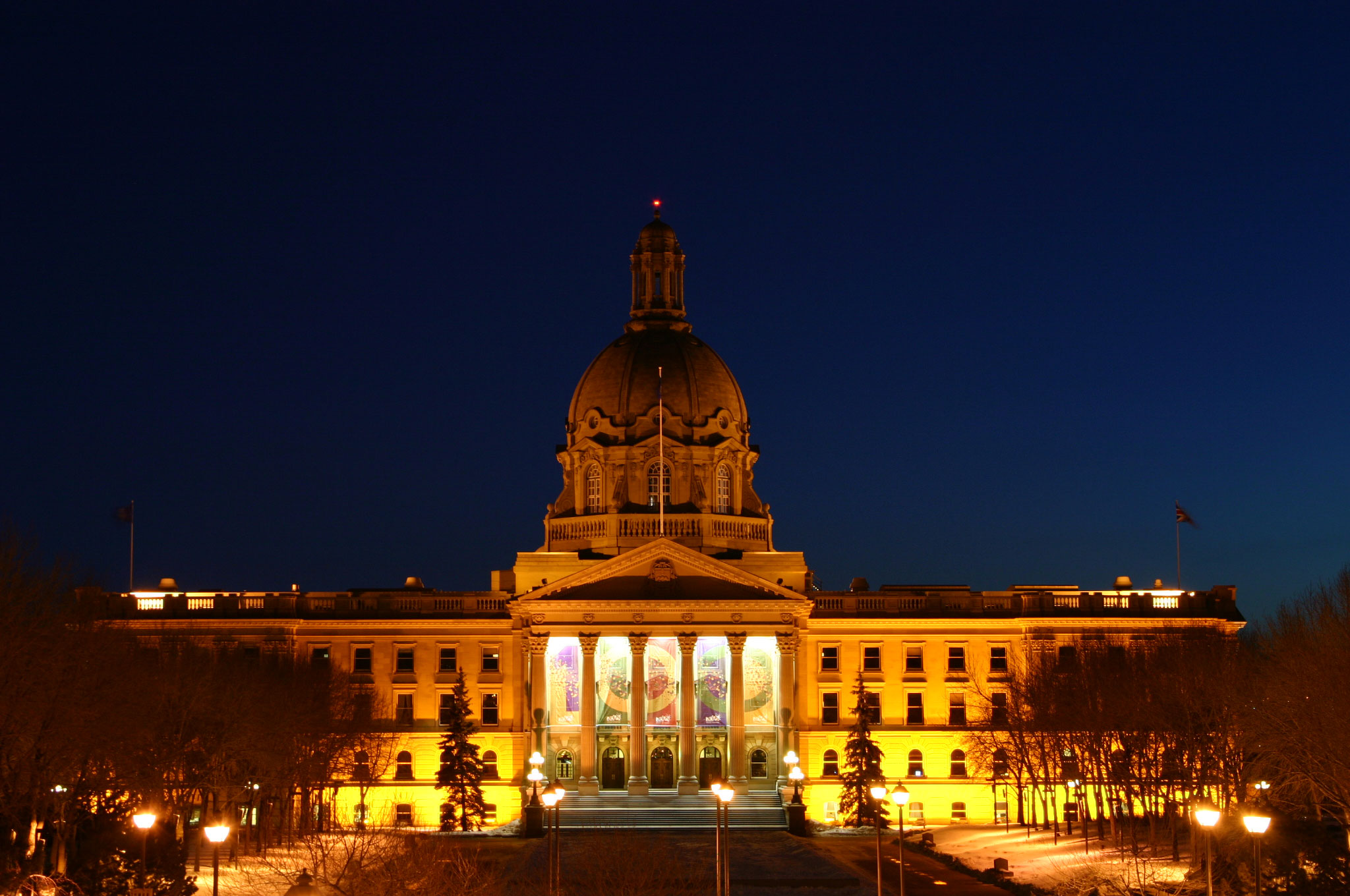
Edificio de la Legislatura de Alberta

Otras comunidades dentro de los límites de la Anthony Henday Drive en el sur de Edmonton incluyen Riverbend (situada entre el río Saskatchewan Norte y Whitemud Creek), Aspen Gardens, Westbrook Estates, Royal Gardens, Sweet Grass, Blue Quill, Blue Quill Estates, Greenfield, Lansdowne, y Grandview Estates, siendo su intercambiador de transportes Southgate Transit Centre. En torno al nuevo Century Park están las comunidades de Yellowbird y Twin Brooks. Nuevos barrios se encuentran en etapa de formación en el sur y el suroeste, como MacEwan, Terwillegar, Southbrook, y Rutherford.
Varios programas de desarrollo orientado al tránsito (transit-oriented developments, TOD) han comenzado a aparecer a lo largo de la línea de metro de Clareview, con el futuro desarrollo planeado en Belvedere (parte del Proyecto de Reconversión de la ciudad antigua). Otro TOD, llamado Century Park, está ya en construcción en el emplazamiento donde una vez se ubicó el Heritage Mall (actualmente en fase de demolición). Se estima que este nuevo barrio acogerá a 5000 vecinos.

### Área metropolitana

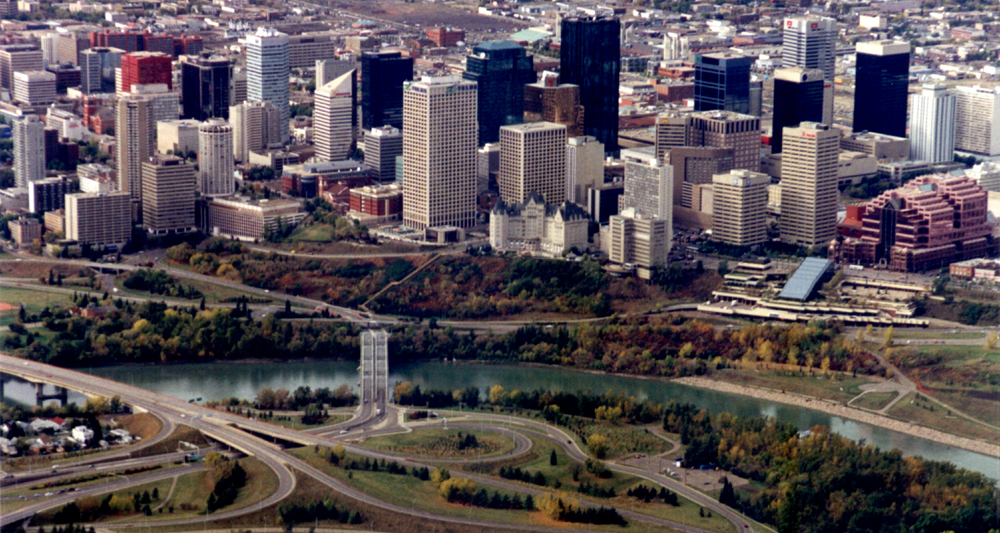
Centro de Edmonton desde el aire.

El área metropolitana de Edmonton, la Región de Edmonton Capital, es la sexta más poblada del país, con una población de 1.034.945 habitantes. Esta área metropolitana incluye 35 municipios independientes, algunos situados en los límites de la ciudad y otros a varios kilómetros de ella. Estas comunidades incluyen Sherwood Park (parte de la municipalidad de Strathcona) St. Albert, Spruce Grove, Stony Plain, Fort Saskatchewan, Leduc, Nisku (una importante zona industrial en el condado de Leduc), y las ciudades de Beaumony, Devon, y Morinville. Esta fragmentación en gran escala ha desempeñado un papel en el desarrollo de la región de Edmonton. A pesar de varios intentos que se han hecho para que los municipios que la rodean se fusionen a la ciudad, o se anexasen partes de barrios colindantes, todavía no han sido aprobados por el gobierno provincial.

### Clima
Edmonton posee un clima continental, con temperaturas estacionales extremas, aunque sus inviernos son algo más suaves que los de Regina o Winnipeg, ambas ciudades situadas a una latitud más meridional. Los veranos en Edmonton son cálidos y los inviernos fríos, con temperaturas diurnas medias que van desde los -10,4 °C en enero hasta los 17,7 °C en julio. Aproximadamente se superan los 30 °C cuatro días al año, y bajan hasta los -20 °C durante una media de 28 días al año.

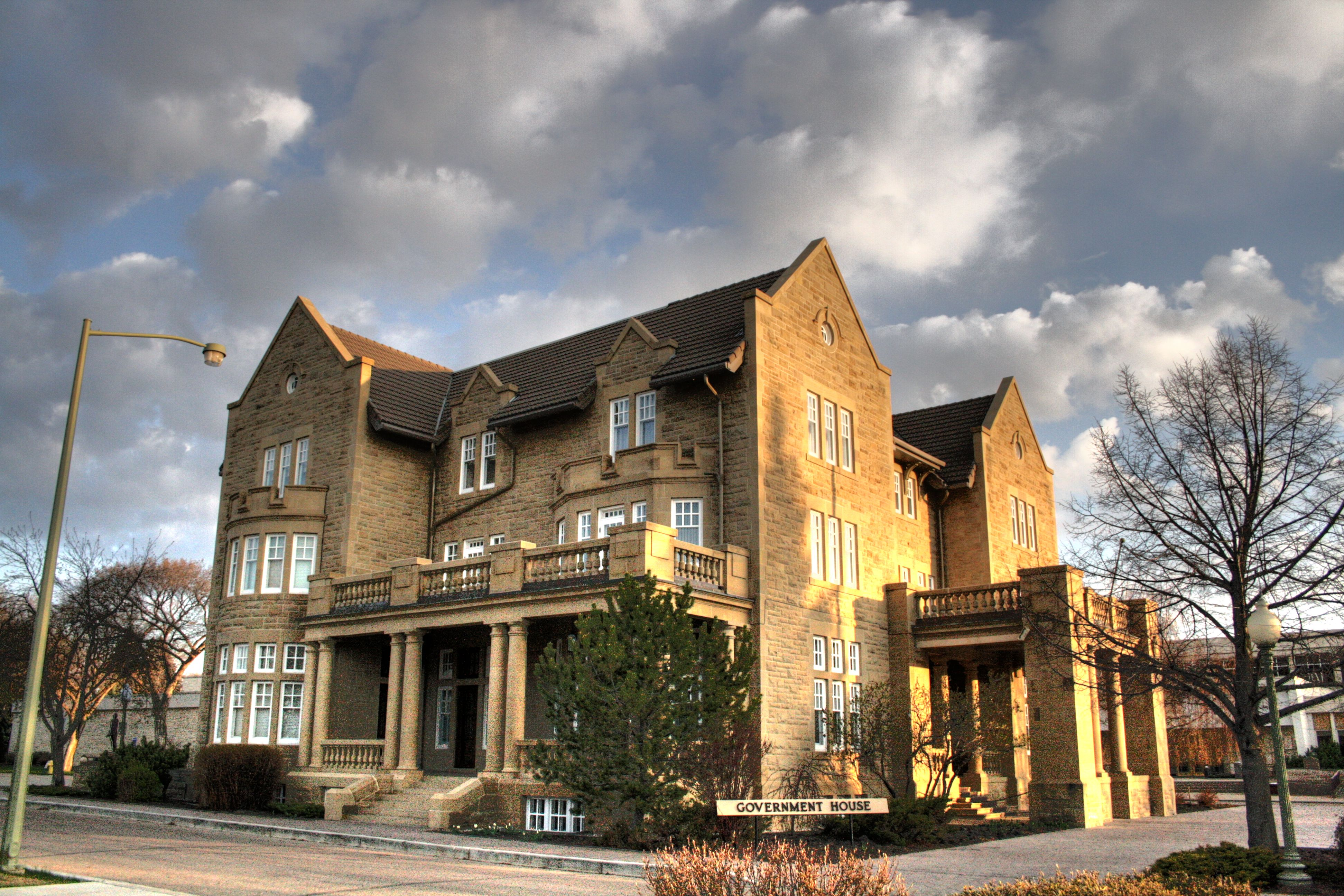
Los inviernos de Edmonton son muy duros. En la imagen, la antigua Casa de Gobierno.

La temperatura máxima registrada en la ciudad fueron 34,7 °C el 18 de agosto de 2008. Algunas zonas, sin embargo, como St. Albert (al noroeste de Edmonton) y Sherwood Park (al este) llegaron a experimentar temperaturas de hasta 37,7 °C el 22 de julio de 2006. La temperatura más baja jamás registrada en Edmonton fue de -40,6 °C y ocurrió el 26 de enero de 1972. Aquella fue la única vez que, desde que comenzaron las mediciones en 1953, las temperaturas se desplomaron más allá de -40 °C en el centro de la ciudad. El Aeropuerto Internacional de Edmonton en ocasiones ha registrado temperaturas incluso más bajas desde que se comenzó a controlar la temperatura en 1880, aunque está situado 12 km al sur de los límites de la ciudad, a 34 km del centro. Esto puede ser debido a la ausencia del efecto de isla de calor.  El año 2006, por otra parte, fue particularmente caluroso en Edmonton, con temperaturas de 29 °C y más altas durante veinte ocasiones a lo largo del año. Normalmente, el verano en la ciudad se extiende desde junio hasta finales de agosto, y pocas veces el porcentaje de humedad en el aire es elevado. El invierno, en cambio, se prolonga desde noviembre hasta marzo, aunque varía notablemente en cuanto a longitud y severidad. La primavera y el otoño son estaciones cortas y muy variables.
Edmonton tiene un clima seco. De media, recibe 476,9 mm de precipitaciones anuales, de los cuales 365,7 mm son en forma de lluvia y 123,5 cm en nieve. Las precipitaciones son más copiosas a finales de la primavera, en verano y a comienzos del otoño, siendo febrero, marzo, octubre y noviembre los meses más secos. La ciudad también ha registrado precipitaciones extremas, como los 114 mm de lluvia que cayeron el 31 de julio de 1953. Las tormentas de verano pueden ser frecuentes y lo suficientemente severas como para provocar graves daños, pues incluyen potentes vientos o tornados; no obstante, estos últimos son mucho más débiles y de corta duración cerca de Edmonton en comparación con sus homólogos más al sur. Los tornados poderosos, como el F4 que azotó a la ciudad el 31 de julio de 1987, son muy raros en la zona.
Un mayor número de tormentas tuvieron lugar en varios lugares el 11 de julio de 2004, con granizo y 100 mm de lluvia en un espacio de una hora. Este extraño suceso que raramente ocurre anegó las principales intersecciones y pasos subterráneos, además de dañar propiedades residenciales y comerciales. La tormenta causó un grave daño al West Edmonton Mall, provocando el desplome del techo por el peso de las lluvias. Por ello, el centro comercial tuvo que ser sometido a una evacuación como medida de precaución.
| Parámetros climáticos promedio de Edmonton (Aeropuerto Internacional de Edmonton), normales 1981–2010, extremos 1959–2010 | Parámetros climáticos promedio de Edmonton (Aeropuerto Internacional de Edmonton), normales 1981–2010, extremos 1959–2010 | Parámetros climáticos promedio de Edmonton (Aeropuerto Internacional de Edmonton), normales 1981–2010, extremos 1959–2010 | Parámetros climáticos promedio de Edmonton (Aeropuerto Internacional de Edmonton), normales 1981–2010, extremos 1959–2010 | Parámetros climáticos promedio de Edmonton (Aeropuerto Internacional de Edmonton), normales 1981–2010, extremos 1959–2010 | Parámetros climáticos promedio de Edmonton (Aeropuerto Internacional de Edmonton), normales 1981–2010, extremos 1959–2010 | Parámetros climáticos promedio de Edmonton (Aeropuerto Internacional de Edmonton), normales 1981–2010, extremos 1959–2010 | Parámetros climáticos promedio de Edmonton (Aeropuerto Internacional de Edmonton), normales 1981–2010, extremos 1959–2010 | Parámetros climáticos promedio de Edmonton (Aeropuerto Internacional de Edmonton), normales 1981–2010, extremos 1959–2010 | Parámetros climáticos promedio de Edmonton (Aeropuerto Internacional de Edmonton), normales 1981–2010, extremos 1959–2010 | Parámetros climáticos promedio de Edmonton (Aeropuerto Internacional de Edmonton), normales 1981–2010, extremos 1959–2010 | Parámetros climáticos promedio de Edmonton (Aeropuerto Internacional de Edmonton), normales 1981–2010, extremos 1959–2010 | Parámetros climáticos promedio de Edmonton (Aeropuerto Internacional de Edmonton), normales 1981–2010, extremos 1959–2010 | Parámetros climáticos promedio de Edmonton (Aeropuerto Internacional de Edmonton), normales 1981–2010, extremos 1959–2010 |
| Mes | Ene. | Feb. | Mar. | Abr. | May. | Jun. | Jul. | Ago. | Sep. | Oct. | Nov. | Dic. | Anual |
| --- | --- | --- | --- | --- | --- | --- | --- | --- | --- | --- | --- | --- | --- |
| Temp. máx. abs. (°C) | 9.9 | 13.3 | 24.2 | 30.5 | 32.8 | 34.4 | 35.0 | 35.6 | 34.9 | 29.1 | 18.8 | 15.9 | 35.6 |
| Temp. máx. media (°C) | -6.3 | -3.8 | 1.2 | 10.8 | 17.4 | 20.6 | 22.8 | 22.2 | 17.4 | 10.4 | -0.1 | -5.5 | 8.9 |
| Temp. media (°C) | -12.1 | -9.9 | -4.4 | 4.2 | 10.2 | 14.1 | 16.2 | 15.2 | 10.2 | 3.8 | -5.4 | -11.0 | 2.6 |
| Temp. mín. media (°C) | -17.7 | -15.9 | -10.0 | -2.5 | 3.0 | 7.6 | 9.5 | 8.1 | 3.0 | -2.9 | -10.6 | -16.5 | -3.7 |
| Temp. mín. abs. (°C) | -48.3 | -43.9 | -42.7 | -28.3 | -11.6 | -6.1 | -1.0 | -3.8 | -9.6 | -26.5 | -36.4 | -46.1 | -48.3 |
| Precipitación total (mm)                                                                                                  | 20.8 | 11.9 | 16.5 | 28.7 | 49.4 | 72.7 | 95.6 | 54.9 | 41.3 | 22.6 | 17.3 | 14.5 | 446.2 |
| Lluvias (mm) | 1.4 | 0.5 | 0.9 | 14.9 | 42.9 | 72.7 | 95.6 | 54.9 | 40.3 | 12.6 | 1.6 | 0.8 | 339.1 |
| Nevadas (cm) | 21.7 | 13.4 | 17.5 | 14.4 | 6.5 | 0.0 | 0.0 | 0.1 | 1.1 | 10.4 | 17.3 | 15.9 | 118.3 |
| Días de precipitaciones (≥ 0.2 mm)                                                                                        | 10.2 | 8.1 | 9.2 | 8.2 | 11.3 | 13.8 | 14.7 | 11.7 | 9.8 | 8.2 | 8.6 | 9.3 | 123.1 |
| Días de lluvias (≥ 0.2 mm)                                                                                                | 1.1 | 0.6 | 5.3 | 1.3 | 10.7 | 13.8 | 14.7 | 11.7 | 9.7 | 5.7 | 1.6 | 0.67 | 76.9 |
| Días de nevadas (≥ 0.2 cm)                                                                                                | 9.9 | 8.3 | 8.4 | 4.1 | 1.6 | 0.0 | 0.0 | 0.03 | 0.5 | 3.3 | 7.8 | 9.3 | 53.2 |
| Horas de sol | 101.1 | 127.0 | 174.7 | 233.3 | 271.0 | 275.9 | 302.2 | 279.4 | 196.1 | 160.4 | 97.2 | 92.0 | 2310.3 |
| Humedad relativa (%) | 68.0 | 65.8 | 62.4 | 45.3 | 41.2 | 49.4 | 54.3 | 52.4 | 49.0 | 51.7 | 67.4 | 68.8 | 56.3 |
| Fuente: Environment Canada                                                                                                | | | | | | | | | | | | | |

| Parámetros climáticos promedio de Edmonton (Edmonton City Centre Airport), normales 1981–2010, extremos 1880–presente | Parámetros climáticos promedio de Edmonton (Edmonton City Centre Airport), normales 1981–2010, extremos 1880–presente | Parámetros climáticos promedio de Edmonton (Edmonton City Centre Airport), normales 1981–2010, extremos 1880–presente | Parámetros climáticos promedio de Edmonton (Edmonton City Centre Airport), normales 1981–2010, extremos 1880–presente | Parámetros climáticos promedio de Edmonton (Edmonton City Centre Airport), normales 1981–2010, extremos 1880–presente | Parámetros climáticos promedio de Edmonton (Edmonton City Centre Airport), normales 1981–2010, extremos 1880–presente | Parámetros climáticos promedio de Edmonton (Edmonton City Centre Airport), normales 1981–2010, extremos 1880–presente | Parámetros climáticos promedio de Edmonton (Edmonton City Centre Airport), normales 1981–2010, extremos 1880–presente | Parámetros climáticos promedio de Edmonton (Edmonton City Centre Airport), normales 1981–2010, extremos 1880–presente | Parámetros climáticos promedio de Edmonton (Edmonton City Centre Airport), normales 1981–2010, extremos 1880–presente | Parámetros climáticos promedio de Edmonton (Edmonton City Centre Airport), normales 1981–2010, extremos 1880–presente | Parámetros climáticos promedio de Edmonton (Edmonton City Centre Airport), normales 1981–2010, extremos 1880–presente | Parámetros climáticos promedio de Edmonton (Edmonton City Centre Airport), normales 1981–2010, extremos 1880–presente | Parámetros climáticos promedio de Edmonton (Edmonton City Centre Airport), normales 1981–2010, extremos 1880–presente |
| Mes | Ene. | Feb. | Mar. | Abr. | May. | Jun. | Jul. | Ago. | Sep. | Oct. | Nov. | Dic. | Anual |
| --- | --- | --- | --- | --- | --- | --- | --- | --- | --- | --- | --- | --- | --- |
| Temp. máx. abs. (°C) | 13.9 | 16.7 | 23.9 | 32.2 | 34.4 | 37.2 | 36.7 | 35.6 | 33.9 | 28.6 | 23.3 | 16.7 | 37.2 |
| Temp. máx. media (°C) | -6.0 | -2.7 | 2.2 | 11.2 | 17.5 | 21.0 | 23.1 | 22.6 | 17.1 | 10.4 | 0.0 | -4.5 | 9.3 |
| Temp. media (°C) | -10.4 | -7.6 | -2.5 | 5.4 | 11.5 | 15.5 | 17.7 | 16.9 | 11.4 | 5.1 | -4.1 | -8.8 | 4.2 |
| Temp. mín. media (°C) | -14.8 | -12.5 | -7.2 | -0.5 | 5.4 | 9.9 | 12.3 | 11.3 | 5.8 | -0.2 | -8.2 | -13.1 | -1.0 |
| Temp. mín. abs. (°C) | -49.4 | -49.4 | -40.0 | -26.1 | -12.2 | -3.9 | -1.7 | -3.3 | -11.7 | -26.1 | -42.2 | -48.3 | -49.4 |
| Precipitación total (mm) | 21.7 | 12.0 | 15.8 | 28.8 | 46.1 | 77.5 | 93.8 | 61.9 | 43.5 | 21.7 | 18.0 | 15.0 | 455.7 |
| Lluvias (mm) | 1.3 | 0.8 | 1.7 | 14.5 | 40.7 | 77.5 | 93.8 | 61.8 | 42.4 | 10.9 | 1.6 | 0.7 | 347.8 |
| Nevadas (cm) | 24.5 | 13.4 | 17.4 | 15.3 | 4.9 | 0.0 | 0.0 | 0.0 | 1.0 | 11.6 | 19.1 | 16.4 | 123.5 |
| Días de precipitaciones (≥ 0.2 mm) | 11.0 | 7.9 | 8.3 | 8.8 | 11.0 | 14.2 | 14.6 | 11.1 | 9.8 | 8.0 | 8.8 | 9.4 | 122.9 |
| Días de lluvias (≥ 0.2 mm) | 1.1 | 0.8 | 1.4 | 5.9 | 10.5 | 14.2 | 14.6 | 11.1 | 9.6 | 5.6 | 1.5 | 0.8 | 77.3 |
| Días de nevadas (≥ 0.2 cm) | 10.7 | 7.7 | 7.7 | 4.2 | 1.2 | 0.0 | 0.0 | 0.0 | 0.5 | 3.2 | 7.9 | 9.3 | 52.4 |
| Horas de sol | 100.8 | 121.7 | 176.3 | 244.2 | 279.9 | 285.9 | 307.5 | 282.3 | 192.7 | 170.8 | 98.4 | 84.5 | 2344.8 |
| Humedad relativa (%) | 65.2 | 61.2 | 56.5 | 42.9 | 40.4 | 48.2 | 52.6 | 51.4 | 50.1 | 50.5 | 64.7 | 65.4 | 54.1 |
| Fuente: Environment Canada, extremos (1880–1943) y Weather Atlas Nota: los datos climatológicos fueron registrados cerca de Edmonton centro desde julio de 1880 hasta junio de 1943, y en el Edmonton City Centre Airport desde octubre de 1937 hasta el presente. | | | | | | | | | | | | | |

## Demografía
De acuerdo con el censo de población canadiense de 2011, la ciudad de Edmonton contaba con 812 201 habitantes, mientras que la población total del censo del área metropolitana (CMA) en 2008 era de 1 034 945 habitantes.
En los cinco años comprendidos entre 2001 y 2006, la población de la ciudad creció un 9,6 %, mientras que el incremento del CMA fue del 10,4 % y el de la provincia de Alberta fue de 10,6 %. La densidad de población de la ciudad era de 1099,4 habitantes por kilómetro cuadrado y la de Alberta de 5,1.
El censo de 2006 también mostró que el 11,9 % de la población edmontoniana eran jubilados (65 años o más, tanto para hombres como para mujeres), mientras que el porcentaje nacional estaba en el 13,7 %. La edad media en Edmonton era 35,3 años, mientras que en Canadá la media estaba en 37,6 años. Además, el 50,5 % de la población de la ciudad eran mujeres y los hombres representaban el 49,5 %. Los niños menores de cinco años suponían el 5,6 % de la población; esta cantidad estaba por debajo de la media en Alberta, 6,2 %, pero superior a la media nacional, 5,3%.
En 2006, la población europea formaba el mayor grupo étnico de Edmonton, siendo la mayoría ingleses, escoceses, alemanes, irlandeses, ucranianos y franceses. La etnia mayoritaria en la ciudad es la blanca, con un 71,8 % de los habitantes; el 5,3 % eran aborígenes canadienses. Las minorías visibles (término usado principalmente en Canadá para designar las etnias que no son las principales de la población) representaban el 22,9 % de la población.

## Religión
La variedad de minorías étnicas se refleja en las diversas oficinas religiosas que existen en la ciudad:
- La archidiócesis de Edmonton, arzobispo responsable de la Iglesia católica, en el centro de Alberta entre la Columbia Británica, Saskatchewan y las fronteras.[51]
- La Eparquía católica ucraniana de Edmonton, responsable de la Iglesia greco-católica ucraniana en Alberta.
- El Arzobispado del Oeste de Edmonton, responsable de la Iglesia ortodoxa en todo el oeste de Canadá.
- El obispo responsable de las iglesias ortodoxas de rito oriental en América del Norte.[52]
- La diócesis Anglicana de Edmonton, responsable de la Iglesia anglicana de Canadá, en el centro de Alberta, Saskatchewan y entre las fronteras de la Columbia Británica.[53]

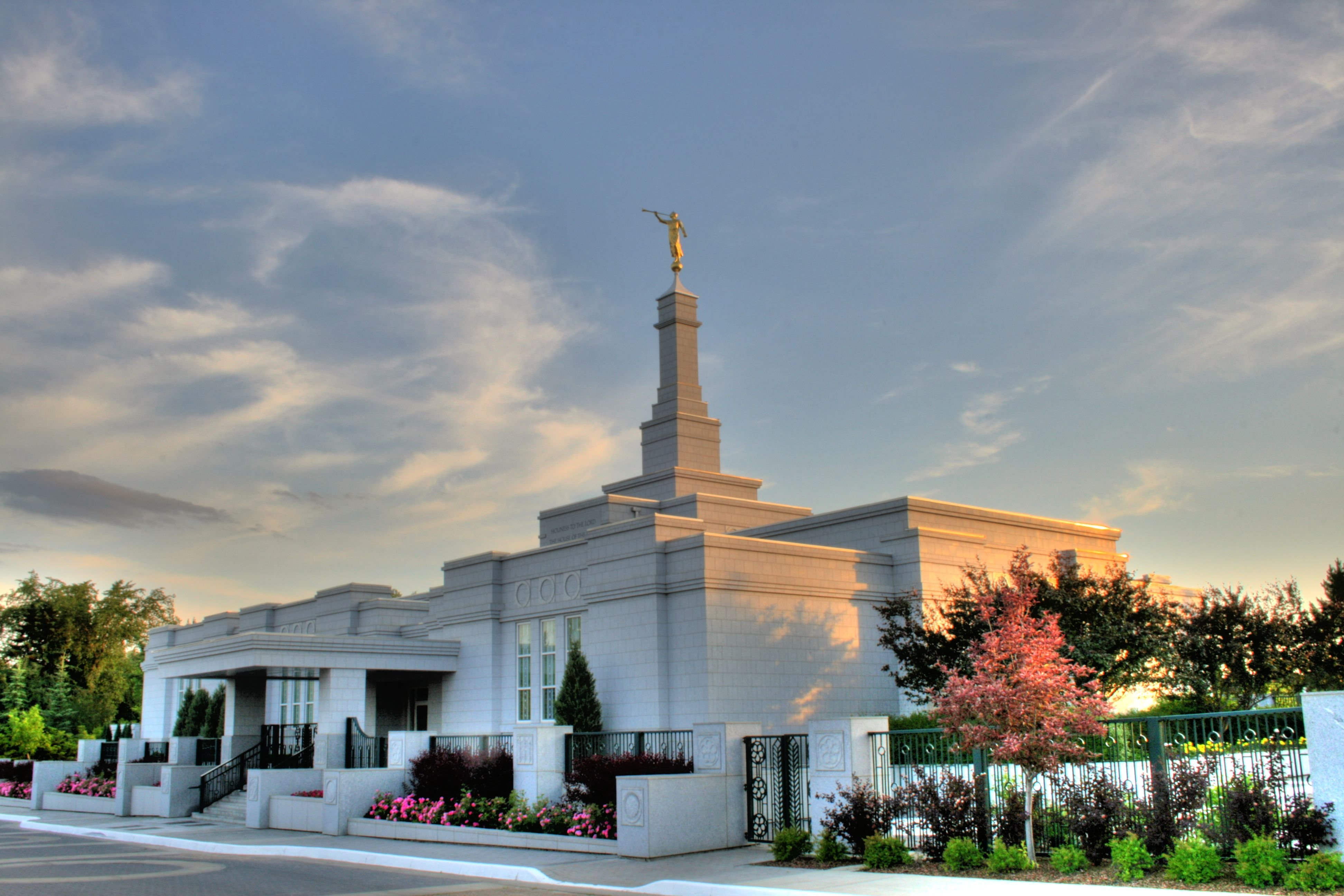
El Templo SUD de Edmonton Alberta, en la avenida 53, a la salida en el lado este de la Autopista Whitemud.

Uno de los dos centros Bahá'í de la provincia está situado en Edmonton y el otro está situado en Sylvan Lake. La primera mezquita establecida en América del Norte, la Mezquita de Al-Rashid, fue fundada por Abdullah Yusuf Ali y está situada en Edmonton. La ciudad también alberga una iglesia católica maronita, en la calle 76a Avenue/98th, con servicios en inglés los sábados y árabe los domingos.
Un signo de la comunidad libanesa en Edmonton es la existencia de un Centro Comunitario para drusos, en la parte norte de la ciudad. La comunidad hindú en Edmonton es servida por la Sociedad Hindú de Alberta (Templo Norte de la India) y la Sociedad Maha Gahapathy de Alberta (Templo del sur de la India), mientras que la judía está dirigida por la Federación Judía de Edmonton. La región cuenta además con cinco sinagogas.

## Economía
Edmonton es el principal centro económico del norte y centro de Alberta, y un importante centro para la industria del petróleo y el gas (el 97 % de la industria petrolífera de la provincia se encuentra en el área metropolitana de servicios de Edmonton). En el otoño de 2007, sus perspectivas metropolitanas según el Conference Board de Canadá preveían que el PIB de Edmonton para el 2007 sería de 44,100 millones de dólares, un 3,6 % más que en el año anterior. La Corporación de Desarrollo Económico de Edmonton estimó que en julio de 2006, el valor total de los grandes proyectos en construcción en el norte de Alberta era de 97,800 millones de dólares.

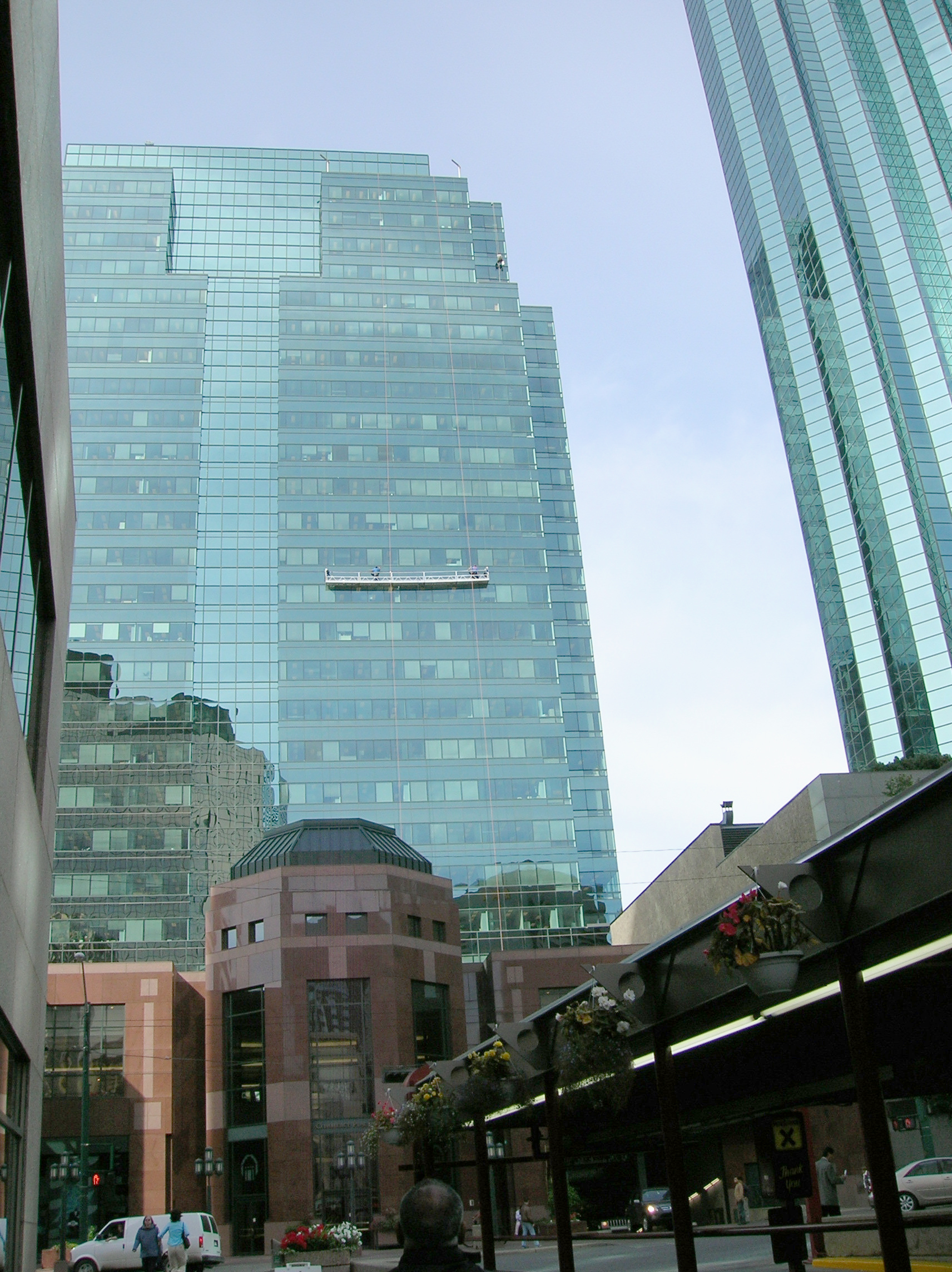
Commerce Place, en el centro financiero de Edmonton.

Edmonton ha sido tradicionalmente el centro de las industrias petroquímicas de Alberta, lo que le valió recibir el apodo de «Capital del petróleo de Canadá» en la década de 1940.
A pesar de que parezca que Edmonton es una economía centrada en el petróleo y el gas, en realidad es la segunda economía más diversificada de Canadá. Uno de los principales sectores es la tecnología, centrada en importantes empresas como IBM, Telus, Intuit Canada, Canadian Western Bank, BioWare, Matrikon, General Electric, y Stantec Inc. El sector de la biotecnología, con compañías como CV Technologies, ha visto un crecimiento del 37 % en el empleo.
Gran parte del crecimiento en sectores de tecnología se debe a la reputación de Edmonton como uno de los primeros centros de investigación, centros educativos de Canadá y centros de I+D. Las iniciativas de investigación se centran en las instituciones educativas como la Universidad de Alberta, así como las iniciativas gubernamentales en el Consejo de Investigación de Alberta y en el Parque de Investigación de Edmonton. Recientemente se construyó, en el campus de la Universidad de Alberta, el Instituto Nacional de Nanotecnología.
Durante los años 1970 y 1980, Edmonton comenzó a convertirse en un importante centro financiero, con oficinas regionales de los principales bancos de Canadá y la apertura de instituciones locales. Sin embargo, tras la agitación de finales de los años 1980, la situación económica cambió radicalmente y dio lugar a la quiebra del Banco Comercial Canadiense de Edmonton, mientras que los bancos más débiles se fusionaron con las más fuertes (por ejemplo, el Banco Mercantil se fusionó con el Banco Nacional). En la década de 1990 hubo una solidificación de la economía y Edmonton es en la actualidad la sede del Canadian Western Bank. Otros de los principales centros financieros incluyen ATB Financial, Servus Credit Union (antes Capital City Saving), TD Canada Trust y Manulife Financial.
Edmonton es la cuna de varias empresas que crecieron hasta nivel internacional, como PCL Construction y Stantec Inc. El mercado local de venta al por menor también ha visto la creación de numerosos tipos de almacenes, como The Brick, Katz Group, AutoCanada, Boston Pizza, Pizza 73, Liquor Stores, Liquor Barn, Planet Organic, Empire Design, Running Room, Booster Juice, Earl's, Fountain Tire y XS Cargo.
La ubicación geográfica de Edmonton ha hecho de la ciudad un lugar ideal para la distribución y la logística. CN Rail's North American se encuentra en la ciudad, así como una gran instalación intermodal que se ocupa de todas las mercancías desde el puerto de Prince Rupert en la Columbia Británica.

## Gobierno

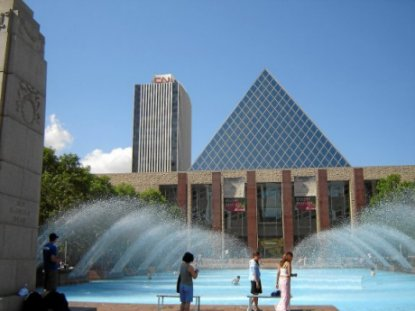
El Ayuntamiento de Edmonton en 2004.

La población de Edmonton elige un alcalde por un término de cuatro años. Los requisitos para poder ejercer el voto en las elecciones municipales en Edmonton son: ser ciudadano canadiense mayor de dieciocho años y haber vivido al menos seis meses en la provincia de Alberta. La ciudad se divide en seis salas (áreas de votación) y los votantes de cada una de ellas eligen doce concejales, también por el término de tres años, para que ocupen su lugar en el Concejo municipal de la ciudad.
El Concejo fija las leyes de la ciudad y designa a un encargado o administrador de ella, quien es responsable de la operación diaria del gobierno; además se reúne en varias ocasiones al mes, y dichas reuniones suelen ser abiertas al público. Edmonton recibe el rédito de impuestos de la característica, de negocio y de concesiones provinciales, así como los impuestos empresariales más bajos de Canadá y ausencia de impuestos sobre las ventas.
El alcalde es Amarjeet Sohi desde el 26 de octubre de 2021.

## Educación
Edmonton se ha convertido en uno de los centros educativos más importantes de Canadá, con más de 60 000 estudiantes de enseñanza superior repartidos en los distintos campus e instituciones (el total de matrículas entre los centros supera las 170 000, incluyendo estudiantes matriculados en múltiples instituciones).

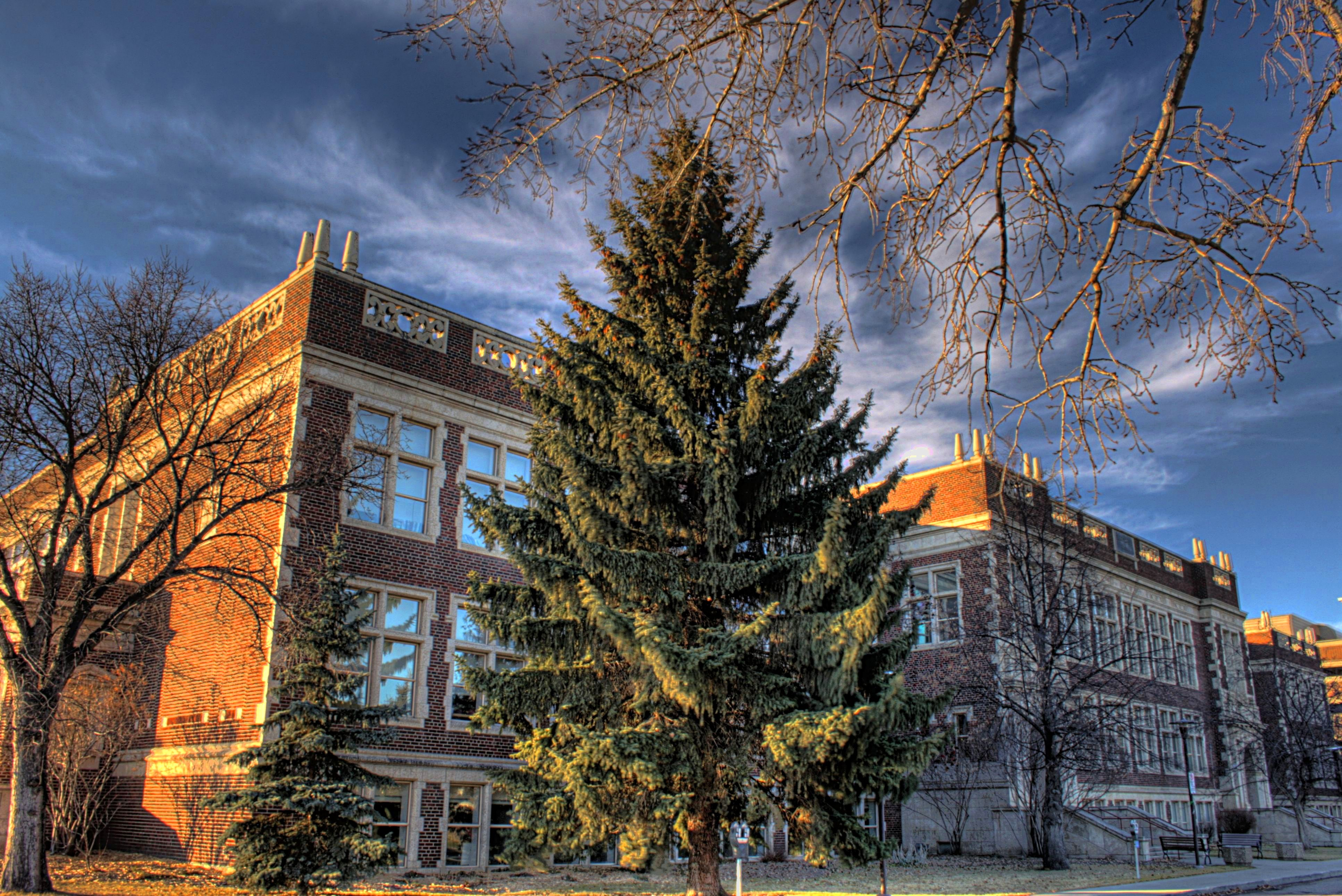
Corbett Hall, en el campus norte de la Universidad de Alberta.

La Universidad de Alberta, conocida popularmente como la «U of A», es una de las cinco mejores universidades de Canadá. Es una institución pública con ingresos anuales de mil millones de dólares y con aproximadamente 35 000 estudiantes, que son atendidos en más de 200 programas de pregrado, 60 de másteres y 110 de doctorado. El campus principal está situado en el sur del valle del río de Edmonton y está formado por más de noventa edificios dispuestos en 890 metros cuadrados; algunos de ellos datan de los tiempos de fundación de la universidad, en 1908. Edmonton acoge también la segunda biblioteca de investigación más grande de Canadá, siendo la que más ejemplares dispone por estudiante, con alrededor de diez millones en 2005, 13 000 suscripciones de revistas electrónicas a texto completo y 500 bases de datos electrónicas.
Otras universidades dentro de la ciudad incluyen la Universidad de Athabasca (Athabasca University), Concordia University College of Alberta, King's University College, Taylor University College and Seminary, y el campus de Edmonton de la Universidad de Lethbridge.
A su vez, Edmonton cuenta con varias instituciones de educación postsecundaria como Grant MacEwan College, que cuenta con 40 791 estudiantes matriculados en programas que ofrecen diplomas de carrera, transbordos universitarios y título de grado; el Instituto de Tecnología del Norte de Alberta (Northern Alberta Institute of Technology o NAIT) con 48 500 estudiantes matriculados en 190 programas técnicos, profesionales y de aprendizaje; y NorQuest College, con 11 300 estudiantes, especializada en cursos de corta duración sobre capacidades y mejora de rendimiento académico. En Edmonton también se encuentra el Instituto Antártico de Canadá.

## Cultura
Muchos eventos están situados en el centro de la ciudad del distrito de Artes, en torno a la recientemente renovada Churchill Square, nombrada así en honor de Sir Winston Churchill. En el lado sur del río, el distrito de la Universidad y Whyte Avenue alojan teatros, salas de conciertos y diversos lugares de música en vivo.

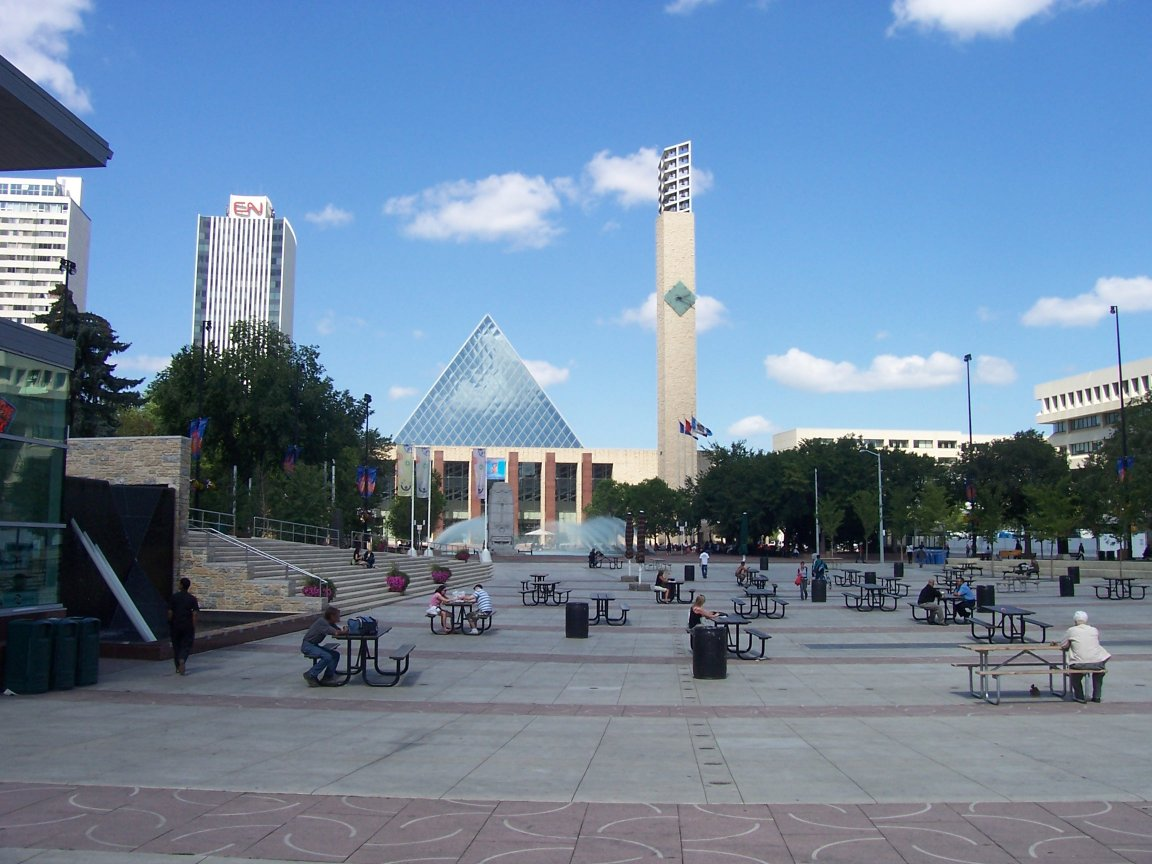
La plaza Churchill Square de Edmonton.

El Centro Musical Francis Winspear fue inaugurado en 1997 tras varios años de planificación y de recaudación de fondos. Descrito como una de las salas de conciertos con mejor acústica de Canadá, es la sede de la Orquesta Sinfónica de Edmonton y en él se representan multitud de eventos al año. Tiene una capacidad para 1.932 espectadores sentados y posee el órgano Davis Concert Organ. Un aspecto interesante de la sala es su diseño, pues está separada en áreas acústicamente diferenciadas y aisladas unas de otras a través de barreras acústicas incorporadas en la estructura. Los clientes y artistas pueden observarlo en la forma de doble puerta con el «sonido cerrado».
En la avenida 102 se encuentra el Teatro de la Ciudadela (Citadel Theatre), cuyo nombre se debe a la Ciudadela del Ejército de Salvación en la que Joe Shoctor comenzó la Compañía del Teatro de la Ciudadela en 1965. Es uno de los complejos teatrales más grandes del país, con cinco salas especializadas en diversos tipos de producciones.
En la zona de la Universidad de Alberta está el auditorio Northern Alberta Jubilee, con capacidad para 2534 espectadores todos sentados. Recientemente fue renovado intensamente debido a las celebraciones del centenario de la provincia. Tanto este auditorio como su gemelo en el sur, en Calgary, fueron construidos en 1955 para el aniversario de plata de la provincia y en ellos se han celebrado numerosos conciertos, musicales y ballets. La Ópera de Edmonton lo utiliza como base de sus actuaciones. En frente del edificio hay una cita de Las vidas de los doce césares, de Suetonio.
Old Strathcona es conocido como el distrito del Teatro, pues en él se encuentra Transalta Arts Barns (sede del Edmonton International Fringe Festival), la Walterdale Playhouse, el Teatro Catalyst y el Varscona (base de operaciones para varias compañías teatrales como Teatro la Quindicina, Shadow Theatre, Rapid Fire Theatre, Die-Nasty y Oh Susanna!). Edmonton fue designada capital cultural de Canadá en 2007.
El zoológico de Edmonton, Valley Zoo, está en el valle del río, al oeste del centro de la ciudad. Acoge a más de cuatrocientos animales, entre los cuales hay veinte especies en peligro de extinción.

### Museos y galerías

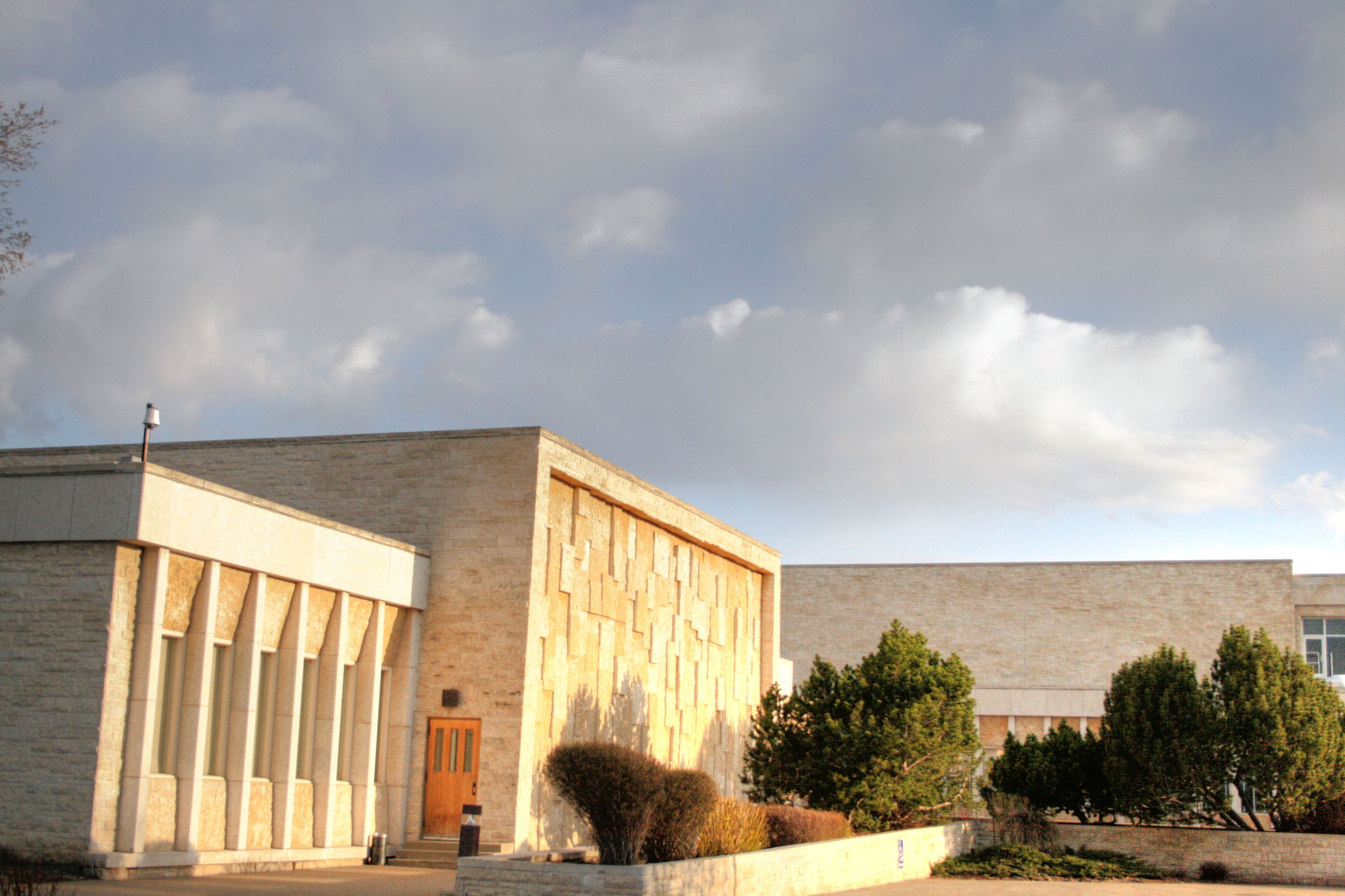
Museo Real de Alberta.

En Edmonton hay una gran variedad de museos de diversos tamaños. El mayor de ellos es el Museo Real de Alberta (Royal Alberta Museum en inglés), que fue inaugurado en 1967 y hasta la visita de la reina Isabel II de Inglaterra en 2005 se llamó Museo Provincial de Alberta. Posee cerca de diez millones de objetos en su colección, que muestran la cultura y las prácticas de las diversas tribus aborígenes de la región.
El TELUS World of Science es un museo y complejo científico situado en el distrito de Woddcroft. Fue inaugurado en 1984 y se ha ampliado en varias ocasiones desde entonces, de forma que contiene cinco galerías permanentes y una para exhibiciones temporales, un teatro IMAX, un planetario, un observatorio y una estación de radioafición.
El Museo de Aviación de Alberta está situado junto al aeropuerto de Edmonton, en un hangar que fue construido por el Plan de Entrenamiento Aéreo de la Commonwealth. En su colección se incluyen aeronaves civiles y militares, entre las cuales las más grandes son un Boeing 737 y dos CF-101 Voodoo, y uno de los dos misiles Bomarc que tiene Canadá. Cada verano se celebra allí una pequeña exhibición aérea, con modernas aeronaves provenientes de los ejercicios aéreos conocidos como Maple Flag.

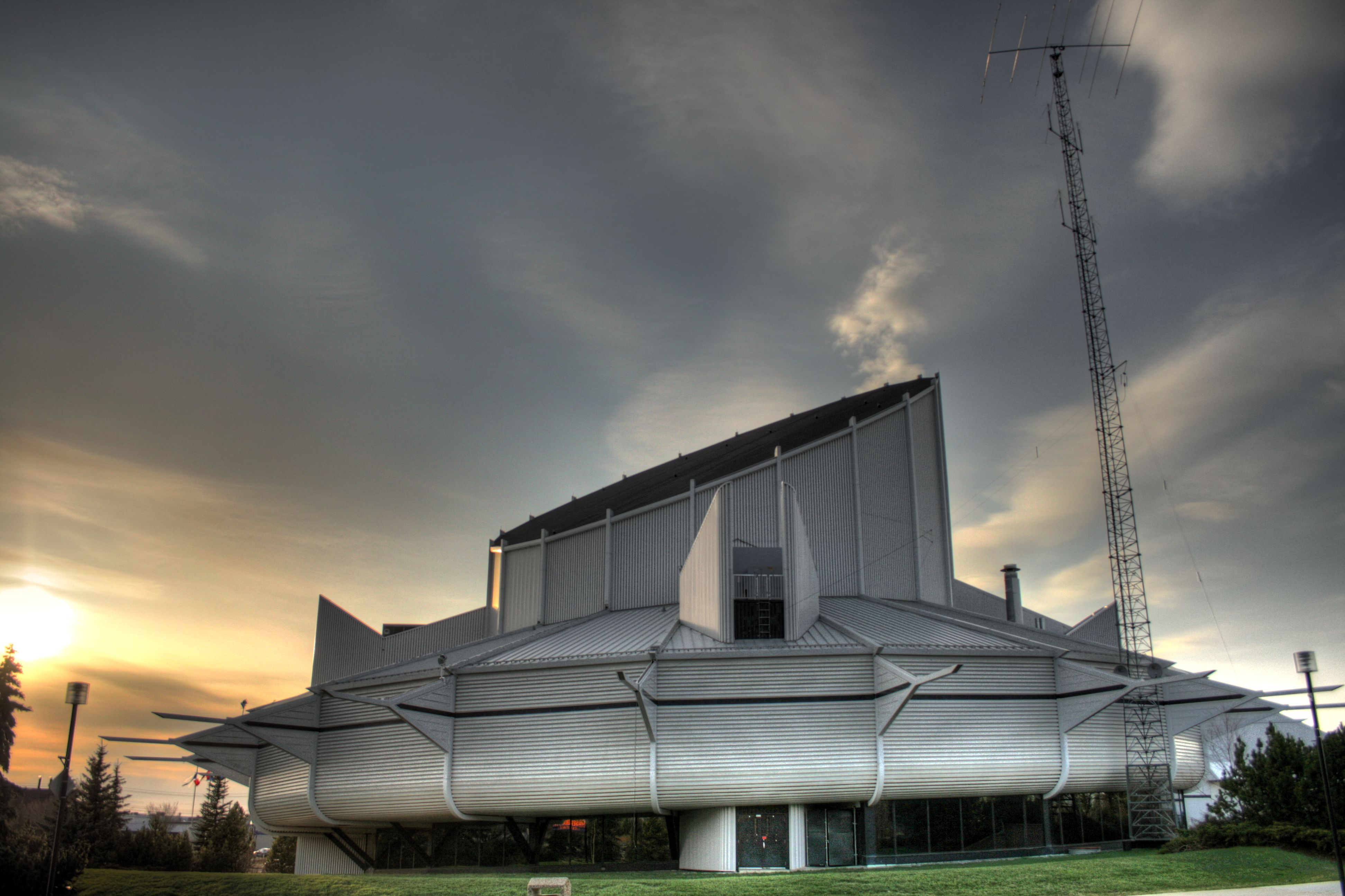
Telus World of Science de Edmonton.

El Museo de Ferrocarriles de Alberta se encuentra en el extremo norte de la ciudad y contiene varias locomotoras, entre ellas una de vapor y vagones de ferrocarril procedentes de diferentes períodos. Dado que la mayoría de sus exposiciones son al aire libre, solo está abierto entre las festividades del Día de la Victoria y el Día del Trabajo.
La Galería de Arte de Alberta (Art Gallery of Alberta o AGA), conocida antes como Galería de Arte de Edmonton, es la galería más grande de la ciudad, con una colección de más de cinco mil obras de arte. Anteriormente se encontraba en un discreto edificio de los años 1970 situado en el centro de Edmonton, pero fue demolida en julio de 2007 para dar paso a la construcción de una nueva instalación diseñada por Randall Stout que se completará en 2009, con un costo estimado de más de ochenta y ocho millones de dólares. Se pueden encontrar otras galerías independientes por toda la ciudad, especialmente a lo largo del corredor que comprende la calle 124 y la avenida Jasper.
Fort Edmonton Park es el museo de historia viva más grande de Canadá y está situado en el valle del río. El patrimonio de Edmonton se muestra a través de los edificios históricos (muchos de ellos son los originales que han sido trasladados al parque), trajes de personajes históricos y artefactos auténticos. En total cubre los períodos de la historia de la región comprendidos entre 1795 y 1929, representados por el Fort Edmonton, seguidos cronológicamente por calles de 1885, 1905 y 1920. Un tren de vapor, tranvías, automóviles, caballos y vehículos de tracción se puede ver en funcionamiento y ser utilizados por el público en todo el parque.
La Universidad de Alberta opera sus propios servicios internos de museos y colecciones.

## Deportes

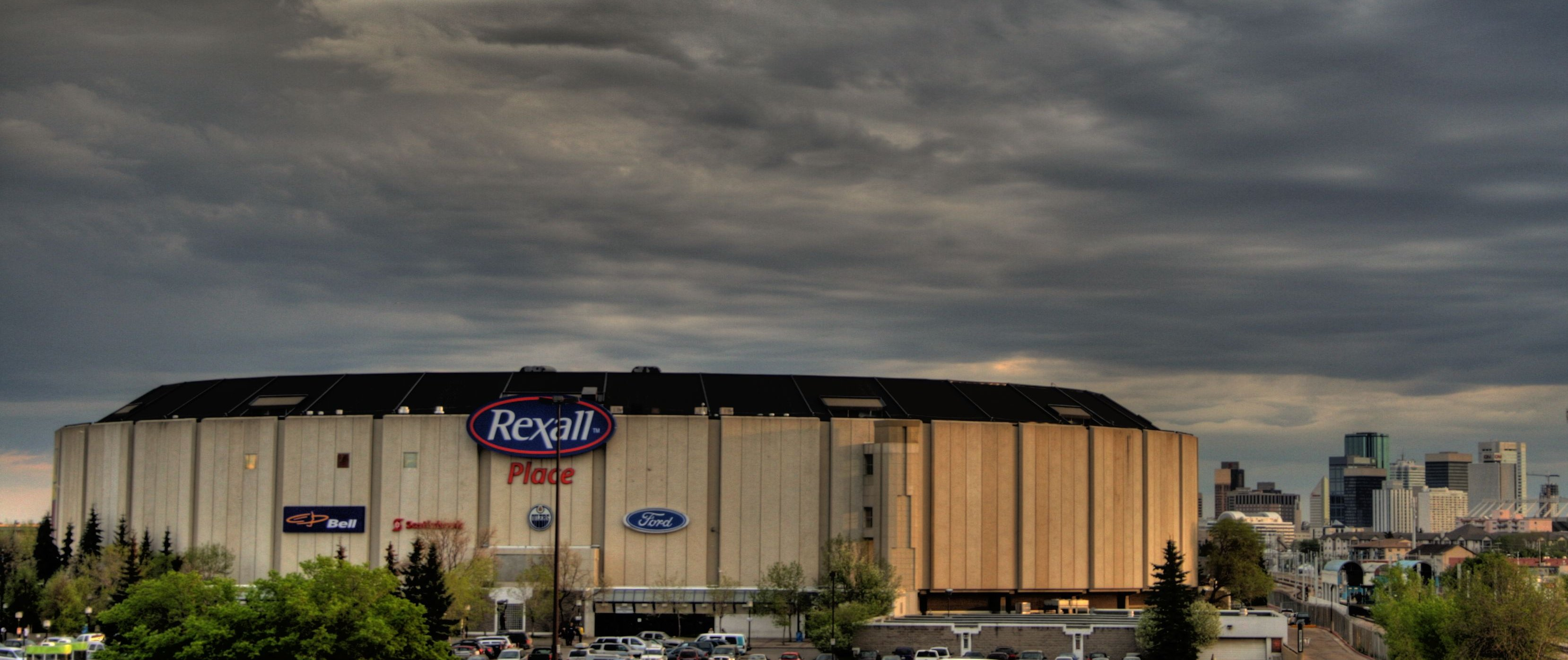
Cara norte del Rexall Place.

Edmonton tiene equipos deportivos con una herencia de mucho éxito, particular los Edmonton Oilers de la National Hockey League y los Edmonton Eskimos de la Canadian Football League, los Edmonton Rush de la National Lacrosse League y el FC Edmonton de la Canadian Premier League. Entre los numerosos equipos de la liga menor, se encuentra el Edmonton Cracker-Cats, que es la decimotercera franquicia de béisbol de la ciudad desde 1884. Los jugadores locales de rugby compiten en la Rugby Canada Super League.
Además de equipos profesionales, Edmonton ha tenido mucho éxito a nivel de los equipos deportivos universitarios, incluidos los Golden Bears y los Pandas, ambos de la Universidad de Alberta, NAIT Ooks y Grant MacEwan Griffins.
Las principales instalaciones deportivas profesionales de Edmonton son el Commonwealth Stadium, el Telus Field y el Rexall Place. También tiene un circuito de la IndyCar Series, conocido como Edmonton Indy (anteriormente llamado Gran Premio de Edmonton) y situado dentro del Aeropuerto Internacional de Edmonton.
La ciudad fue sede de los Juegos de la Mancomunidad de 1978, los Juegos Mundiales Universitarios de 1983 y el Campeonato Mundial de Atletismo de 2001. En 2006 albergó la Copa Mundial de Rugby Femenino y, en el verano de 2007, fue una de las sedes de la Copa Mundial de Fútbol Sub-20, así como del Abierto de Canadá Femenino de Golf.
| Equipo                | Deporte            | Liga                                | Estadio                                | Fundación |
| Edmonton Eskimos      | Fútbol canadiense  | Canadian Football League            | Estadio de la Mancomunidad             | 1949      |
| Edmonton Oilers       | Hockey sobre hielo | National Hockey League              | Rexall Place                           | 1972      |
| Edmonton Stallions    | Fútbol canadiense  | Alberta Football League             | Foote Field                            | 2003      |
| Edmonton Cracker-Cats | Béisbol            | Golden Baseball League              | Telus Field                            | 2005      |
| Edmonton Rush         | Lacrosse           | National Lacrosse League            | Rexall Place                           | 2005      |
| Edmonton Seahawks     | Fútbol canadiense  | Alberta Football League             | Clarke Stadium                         | 2006      |
| Edmonton Oil Kings    | Hockey sobre hielo | Western Hockey League               | Rexall Place                           | 2007      |
| Edmonton Stingers     | Baloncesto         | Canadian Elite Basketball League    | Edmonton Expo Centre                   | 2018      |
| Edmonton Drillers     | Fútbol sala        | Canadian Major Indoor Soccer League | Servus Credit Union Place (St. Albert) | 2006      |
| FC Edmonton           | Fútbol             | Canadian Premier League             | University of Alberta Foote Field      | 2011      |

| Predecesor: Christchurch | Ciudad de la Mancomunidad 1978 | Sucesor: Brisbane |
| Predecesor: Bucarest     | Universiadas 1985              | Sucesor: Kōbe     |

## Transporte
La ciudad de Edmonton cuenta con una red de transporte bastante típica para una ciudad canadiense de su tamaño, con la participación de la mayoría de los modos de transporte, incluyendo aéreo, ferroviario, por carretera y transporte público.
Con muy pocas barreras naturales que impidan el crecimiento y un terreno llano bisecado por el profundo valle del río, la ciudad de Edmonton se ha ampliado para cubrir una superficie de casi 684 km². El área metropolitana abarca más de 9418 km². Esto se ha traducido en un transporte privado orientado a una red de transporte típica de cualquier otra ciudad de su tamaño en América del Norte. Sin embargo, Edmonton no tiene el amplio acceso limitado por sistema de autopistas típico de las áreas metropolitanas de Estados Unidos, y la red de carreteras es algo inusual en lo que respecta al acceso al centro de la ciudad.

### Aéreo
Edmonton es una de las principales puertas de enlace de transporte al norte de Alberta y el norte de Canadá. Hay dos aeropuertos que prestan servicios a la ciudad: el Edmonton City Centre (Blatchford Field) Airport y el Aeropuerto Internacional de Edmonton, siendo este último el más grande y uno de los aeropuertos más importantes de Canadá, con más de cinco millones de pasajeros al año. Opera los vuelos a destinos como Estados Unidos, Europa, México y el Caribe, además de charters a Japón. El Edmonton City Centre es el aeropuerto de aviación general (desde la consolidación de servicios aéreos en 1995) y el único aeropuerto situado dentro de los límites de la ciudad; es el encargado de los pequeños vuelos chárteres nacionales, de la aviación privada, corporativa, industrial y militar, además de servir de base para varias compañías aéreas con los principales mercados en el norte de Alberta.

### Transporte público

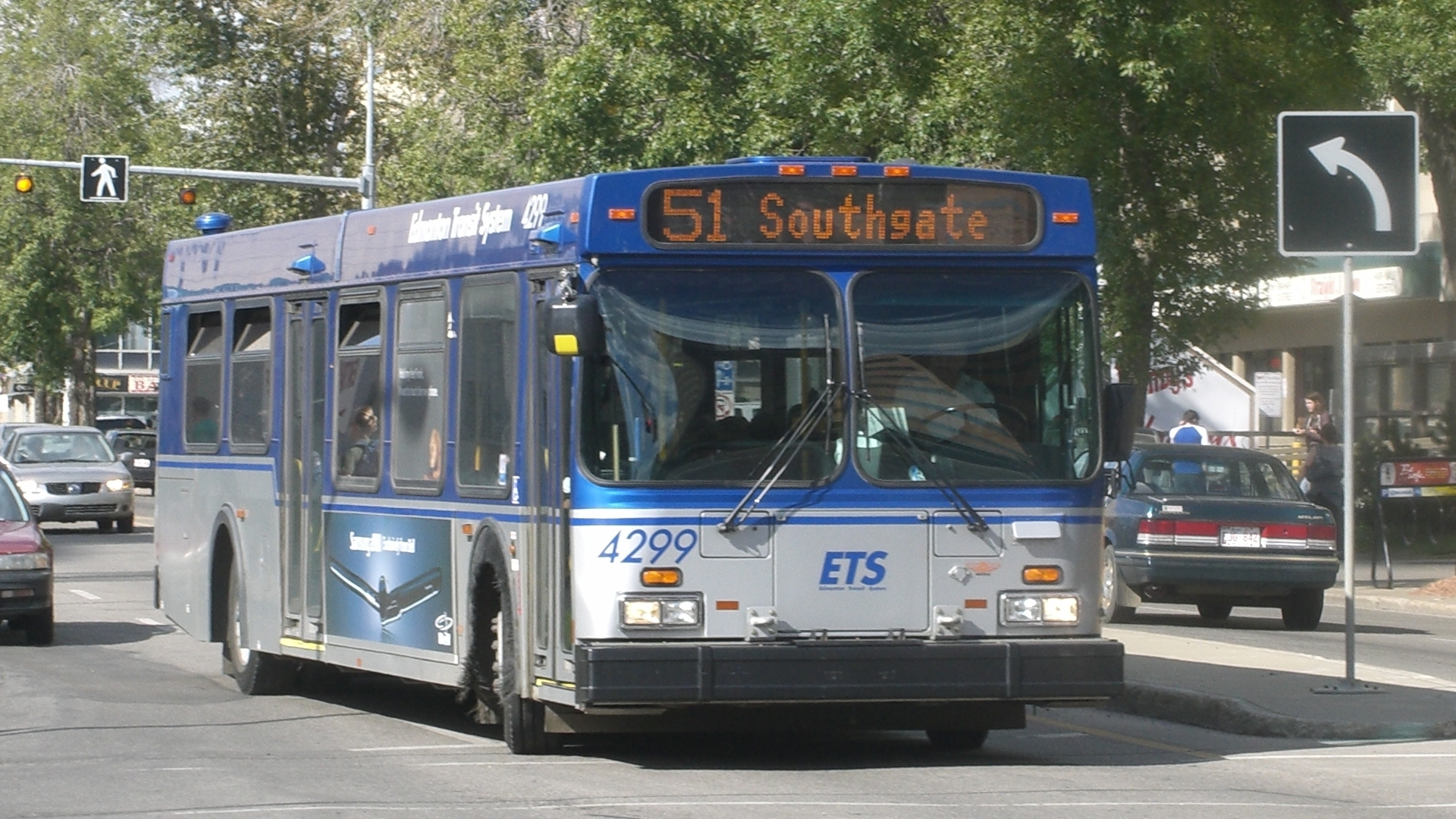
Un autobús de la línea 51 de la ETS.

Edmonton Transit System (ETS) es la empresa principal de transporte público de la ciudad, gestionando tanto el Metro de Edmonton como los autobuses y trolebuses. El metro fue inaugurado el 23 de abril de 1978 y la única línea que dispone ha sido expandida en cinco ocasiones. La línea original de Edmonton se considera la primera línea «moderna» de tren ligero en Norteamérica (es decir, construido desde cero, en lugar de ser una actualización de un antiguo sistema). Se introdujo el uso del material rodante de diseño alemán, que posteriormente se convirtió en el estándar de los vehículos de metro ligero de los Estados Unidos. El sistema de recogida de las tarifas de Edmonton, conocido como la «prueba de pago», es un modelo aprobado en 1980 después de que el sistema de billetes europeo se convirtiera en el preferido de la industria de tránsito de Norteamérica para los proyectos posteriores de metro ligero. Actualmente, la ciudad de Edmonton está trabajando en una extensión sur del metro de Edmonton, que llegará a Century Park (situado en la 23 Avenue y 111 Street) a finales de 2009, a la vez que se completará una parada adicional en el Centro de Southgate. Para facilitar este cambio, la ETS está construyendo un nuevo centro de tránsito en la calle 111, a través de Southgate.
La ETS opera un conjunto de más de 800 autobuses en toda la ciudad, con 159 rutas. Cuarenta y nueve de los autobuses que hay son trolebuses, siendo Edmonton y Vancouver las dos únicas ciudades de Canadá que actualmente gestionan un sistema de trolebús. La ETS también opera un sistema especializado para las personas con discapacidad llamado DAT (Sistema de Tránsito de Adultos Discapacitados).

### Carretera

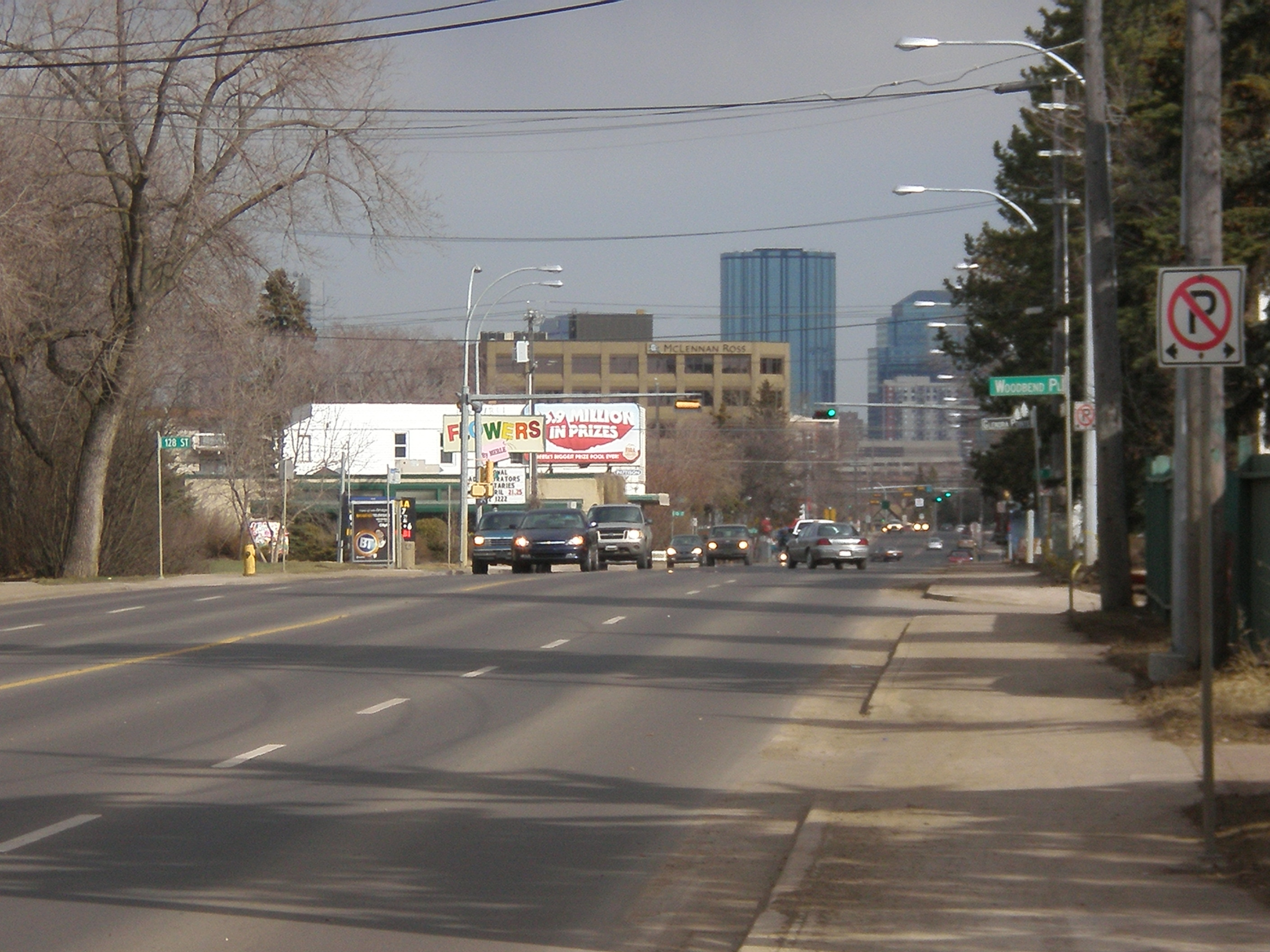
Una de las carreteras que llevan al centro de Edmonton.

Edmonton está conectado a la Columbia Británica y Saskatchewan a través de la autopista Yellowhead Highway (Highway 16 o Yellowhead Trail, dentro de los límites de la ciudad), y a Calgary y a Red Deer a través de la autopista Reina Isabel II (conocida como Calgary Trail sur, o Gateway Boulevard norte).
La Trans-Canada Highway llega hasta los puertos de la costa oeste de Canadá, mientras que las autovías de Mackenzie y Alaska establecen la conexión con el norte y la autopista CANAMEX une el país a Estados Unidos y a México.
Anthony Henday Drive (Autopista Alberta 216) es un proyecto de carretera de circunvalación que rodeará finalmente el área metropolitana de Edmonton. La sección suroeste de la autopista 16 a Calgary Trail está abierta, mientras que la sección sureste de Calgary Trail / Gateway Boulevard a la carretera 14 fue completada y se abrió el 23 de octubre de 2007. La sección sureste está también conectada al ya existente tramo de la autopista 216 en el lado este de la ciudad, entre la carretera 16 y, aproximadamente, la 23 Avenue. La primera etapa de la porción noroeste se terminó en 2007, desde Yellowhead Highway hacia el baipás oeste de San Alberto.

## Medios de comunicación
Edmonton tiene seis estaciones de televisión con televisión por cable, siendo Telus y Shaw Cable los proveedores de este servicio. Anteriormente, la red de programación de los Estados Unidos era recibida por cable a través de filiales desde Spokane en el estado de Washington, pero los televidentes locales tienen ahora más posibilidades de elección, habida cuenta de los avances con la televisión por cable que ahora se ofrecen como digital o de alta definición. Pueden verse tanto las emisiones del este y como las del oeste de Estados Unidos. Al menos diecisiete estaciones de FM y ocho de AM tienen su sede en Edmonton. Las estaciones de FM son 88,5-CJSR, 90,1-CBC (francés), 90.9-CBC Radio 2, 91.7, El rebote, 92,5-Joe FM, 93,9-CBC Radio 1, 94,9-CKUA, 96,3-Capital FM, 97.3, K-Rock, 99,3- Magic 99, 100,3- El Oso, 101,1, 101,7- Mundo FM, 102.9,Sonic, 103,9-CISN País, 104,9- Fácil Rock, y 105,9- Shine FM.
Edmonton tiene dos grandes diarios, el Diario de Edmonton y el Sol de Edmonton. También hay una serie de revistas que se centran en diferentes temas, tales como SEE Magazine y Vue Weekly, enfocadas a la escena artística independiente de Edmonton, y tres periódicos gratuitos independientes, RushHour, Metro y 24 hours. Además existe un periódico estudiantil, The Gateway.

## Ciudades hermanadas
Edmonton está hermanada con las siguientes ciudades, ordenadas por año de hermanamiento:
- Hull, Canadá (1967)[91]
- Harbin, China (1985)[91]
- Nashville, Estados Unidos (1990)[92][91]
- Wonju, Corea del Sur (1998)[93][94]
- San Cristóbal, Venezuela[cita requerida]
- Santiago, Chile[cita requerida]
- San Salvador, El Salvador [cita requerida]
- Montevideo, Uruguay [cita requerida]
- Ciudad de México, México [cita requerida]